# Затоплення «Лузітанії»
51°25′00″ пн. ш. 8°33′00″ зх. д. / 51.416667° пн. ш. 8.55° зх. д.
Затоплення «Лузітанії» — морська катастрофа Першої світової війни, що сталась 7 травня 1915 року в Кельтському морі, за 19 км від берегів Ірландії. Пасажирський пароплав «Лузітанія» під прапором Великої Британії був потоплений на сьому добу проходження з Нью-Йорку до Ліверпуля в районі, де активно діяли німецькі підводні човни. О 14:10 найбільший океанський лайнер компанії «Кунарда Лайн» був торпедований німецькою субмариною U-20.
Відразу за першим вибухом пролунав більш руйнівний другий вибух. Судові комісії у Великій Британії і США прийшли до висновку, що лайнер був атакований двома торпедами. Командир U-20 Вальтер Швігер стверджував, що випустив по «Лузітанії» лише одну торпеду. Існує безліч версій, що пояснюють походження другого вибуху, зокрема, пошкодження парових котлів, вибух вугільного пилу, умисний підрив або мимовільна детонація боєприпасів, що нелегально перевозилися в трюмі. Однак військове командування Великої Британії заперечує перевезення вибухових речовин на «Лузітанії».
Лайнер затонув через 18 хвилин після атаки, забравши життя 1197 людей. Затоплення лайнера і загибель 128 американських громадян стали для керівництва США  приводом для вступу в Першу світову війну.

## Передісторія

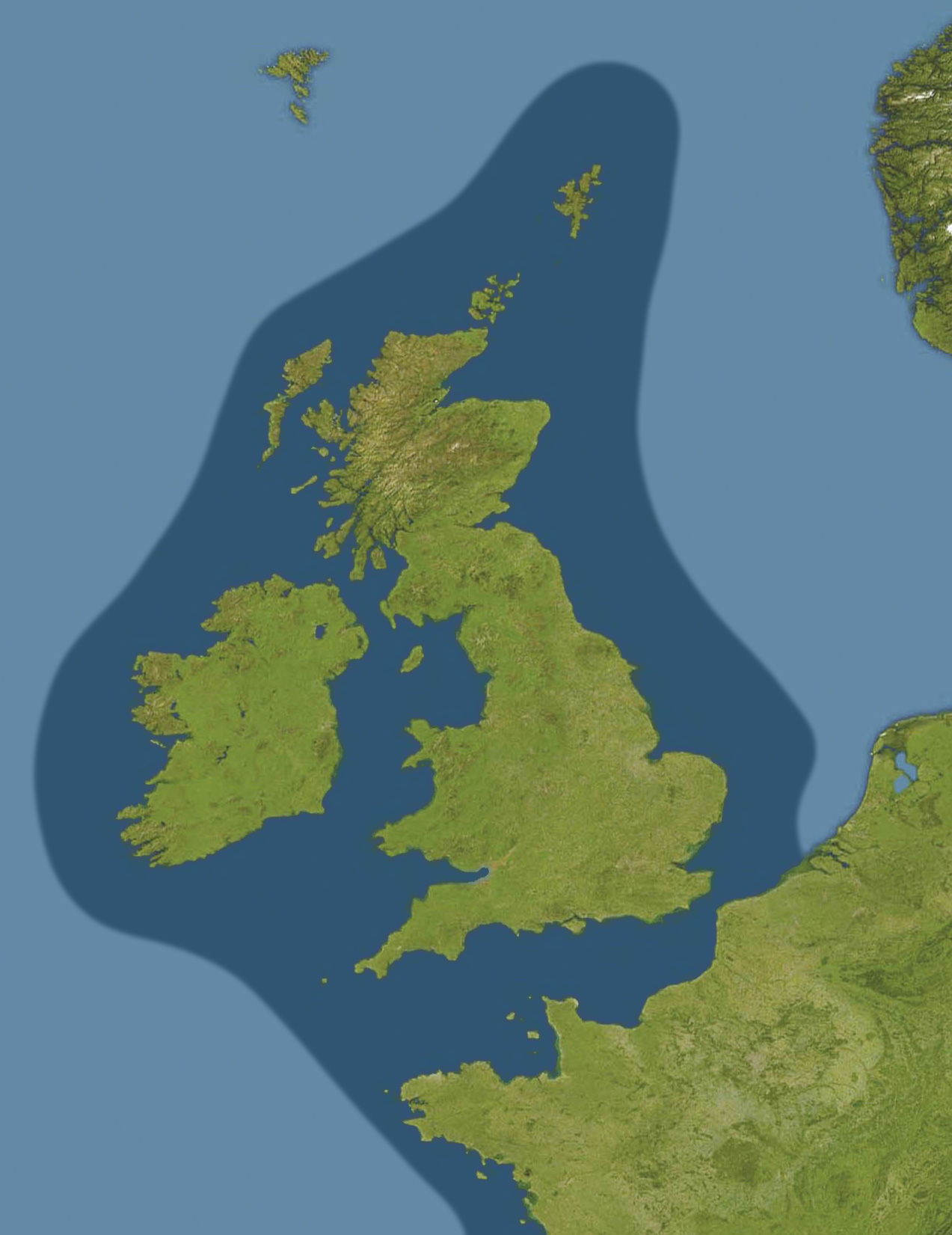
Акваторія, встановлена Німецькою імперією, в межах якої судна, що йдуть під прапором Великої Британії або її союзника, підлягали знищенню.

З 1900-х років Німецька імперія почала інтенсивно нарощувати свою військову міць. Німеччина вступила у військово-морську гонку озброєнь з Великої Британією і особливо активно розвивала підводний флот. На початок 1915 року німецький Флот відкритого моря налічував 27 підводних човнів.
Німецькі субмарини мали достатню автономність, щоб виконувати бойові завдання далеко від баз дислокації. Найбільш активна діяльність підводних човнів спостерігалася в водах, що омивають Британські острови, і в Середземному морі. 6 серпня 1914 року почалася битва за Атлантику. Бойові дії між флотами Британської і Німецької імперій розгорталися навколо Британських островів — районі інтенсивного цивільного судноплавства. 18 лютого 1915 року цю територію було оголошено Німеччиною військовою зоною, де всі судна Великої Британії, а також її союзників без попередження підлягали знищенню німецьким флотом, незалежно від того, несуть вони на борту важке озброєння чи ні. Німеччина зробила цей крок у відповідь на аналогічні дії Великої Британії, яка в листопаді 1914 року оголосила військовою зоною Північне море, причому англійське командування розширило поняття контрабандних вантажів і віднесло до них продовольство, фактично почавши морську блокаду Центральних держав.
Флот відкритого моря дотримувався стратегії «зростаючого виснаження» британського флоту шляхом використання мінних загороджувачів і проведення субмаринами торпедних атак на торговельні і військові судна. Оскільки ніякої протичовнової тактики тоді не існувало, перші дії німецьких підводних човнів, спрямовані на знищення противника, виявилися вдалими. У період із серпня 1914 по лютий 1915 німецькими субмаринами було потоплено 11 британських торгових суден. З оголошенням акваторії навколо туманного Альбіону військовою зоною темпи знищення торгового флоту Великої Британії багаторазово зросли.
Відповідно до правил ведення війни того часу, перед атакою торгового судна незалежно від характеру їхнього вантажу, корабель або підводний човен мали попередити про це екіпаж і дати час команді та пасажирам час покинути судно до його затоплення. Це правило діяло лише тоді, коли атаковане судно не оборонялось і не намагалося втікати від атаки. Однак, ще до початку Першої світової війни британське Адміралтейство почало встановлювати на торгові судна по дві 4,7-дюймові артилерійські гармати. Гармати ставилися на корму для того, щоб оборонятися від корабля-переслідувача. До березня 1915 року таке озброєння несли вже 70 суден. Крім того, Адміралтейство виробило для торгового флоту директиви, що стосувались дій при виявленні підводного човна. Згідно з ними судно, якщо воно озброєне, мало відкрити по субмарині вогонь або на повному ходу таранити її. У зв'язку з цим, екіпажі німецьких субмарин більше не мали підстав дотримуватися традиційних правил війни і найчастіше атакували цивільні судна без попередження; на борту «Лузітанії» оборонні гармати були відсутні.

## Затонуле судно
Паротурбоход «Лузітанія» будувався на верфі «Джон Браун і К°» в Клайдбенк (під Глазго) з 1904 по 1907 рік. У перший рейс вирушив 7 вересня 1907 року. Нарівні з однотипним лайнером «Мавританія» до 1911 року утримував статус найбільшого судна в світі. Його довжина становила 240 м, ширина — 27 м, водотоннажність — 44 765 т, осадка — 10,5 м. Крім того «Лузітанія» була одним із найбільш швидкісних суден, поступаючись у швидкості тільки «Мавританії». Корабель міг розвивати швидкість до 25 вузлів (46 км/год). У рух лайнер приводили 4 парові турбіни сумарною потужністю 76 тис. к.с. Пар для турбін генераторів і допоміжних механізмів виробляли 25 котлів. Судно було оснащено чотирма трилопатевими гребними ґвинтами в 1909 році вони були замінені чотирилопатевими. «Лузітанія» мала подвійне дно і 34 водонепроникних відсіки, утворених поперечними і поздовжніми перегородками з герметичними дверима. Гермодвері на поперечних перегородках мали гідравлічний привід і керувалися дистанційно. Судно могло залишатися на плаву при затопленні будь-яких двох відсіків. На борту було 48 рятувальних шлюпок, до 1912 року лайнер ніс всього 16 стаціонарних шлюпок але після краху «Титаніка» число колективних рятувальних засобів було збільшено до 22 стаціонарних шлюпок і 26 складних. За свою кар'єру «Лузітанія» здійснила 201 трансатлантичний рейс між Ліверпулем і Нью-Йорком. Лайнер належав до британській судноплавної компанії «Cunard Line».
Пасажири поділялися на три класи. Умови в третьому класі були одними з найкращих серед трансатлантичних пароплавів. Каюти третього класу були дво-, чотири-, шести- і восьмимісні, був просторий обідній салон і променад (прогулянкова палуба). До послуг пасажирів першого класу на борту були представлені розкішний обідній салон, що розміщувався на двох палубах, зимовий сад, читальний зал, курильний салон, кафе, дитяча кімната, два ліфта, лазарет і відділення для собак.
|                             |                                                                             |                                                       |                                           |
| Шлюпкова палуба «Лузітанії» | «Лузітанія» підходить до океанських доків Нью-Йорку, завершуючи перший рейс | «Лузітанія» причалює в Нью-Йорку 13 вересня 1907 року | «Лузітанія» стоїть на приколі в Нью-Йорку |

## Попередні обставини

### Вихід в останній рейс

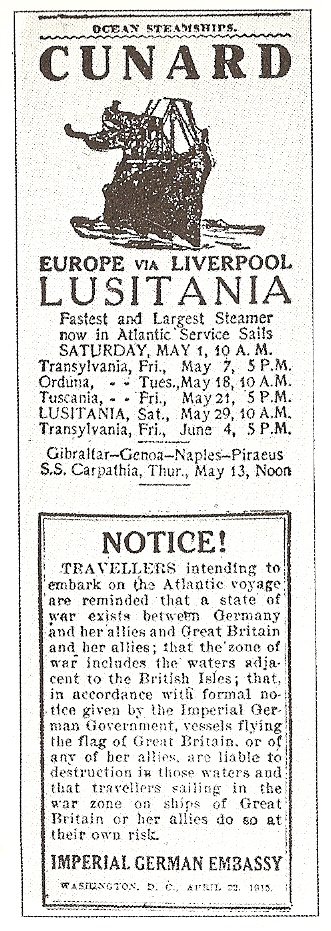
Рекламна листівка останнього рейсу «Лузітанії» з попередженням посольства Німеччини

22 квітня 1915 року за дев'ять днів до відправлення «Лузітанії» в останній рейс, німецьке посольство в США опублікувало попередження.
Німецьке попередження майже не позначилося на попиті на рейси до Великої Британії. Жоден квиток на «Лузітанію» не був анульований через військову загрозу. Керівництво судноплавної компанії і британського Адміралтейства, пасажири і екіпаж лайнера зневажливо поставилися до цього попередження. Капітан і його вахтові помічники майже не боялися німецьких субмарин, оскільки швидкість лайнера майже в два рази перевищувала крейсерську швидкість човнів в надводному положенні.
Проте, в роки війни пасажиропотік на трансатлантичних лініях в середньому був нижчим, ніж у мирний час (особливо знизився потік пасажирів третього класу), тому керівництво «Кунард Лайн» було змушене скоротити витрати на паливо. Перед відплиттям у вугільні бункери «Лузітанії» було завантажено 7 тис. тон вугілля — на 1 тис. менше, ніж зазвичай. Зменшення запасів палива тягло за собою зниження швидкості, оскільки 6 із 25 котлів з метою економії не були розведені.
Наприкінці квітня почалося завантаження відсіків «Лузітанії». Крім продовольства та всіляких товарів, на борт були занесені ящики з 4,2 млн патронів до гвинтівок 303 British, 1250 ящиків шрапнельних склянок, 189 ящиків, вміст яких значився як «товари військового призначення» та 18 ящиків невибухових снарядних трубок. Цей вантаж не був включений у попередній вантажний маніфест, переданий митниці, поки лайнер знаходився в порту. Повний маніфест з переліком всіх товарів на борту «Лузітанії», включаючи військові, був направлений владі США тільки після виходу в рейс. Незважаючи на військовий характер вантажу, він не був контрабандою. Закони 1911 року дозволяли транспортувати на торгових судах легку стрілецьку зброю. Протягом багатьох років висуваються версії про нелегальне перевезення на «Лузітанії» вибухових речовин, які здетонували (або були навмисно підірвані) в момент влучання торпеди і стали головною причиною аварії, однак докази цього досі не оприлюднені.

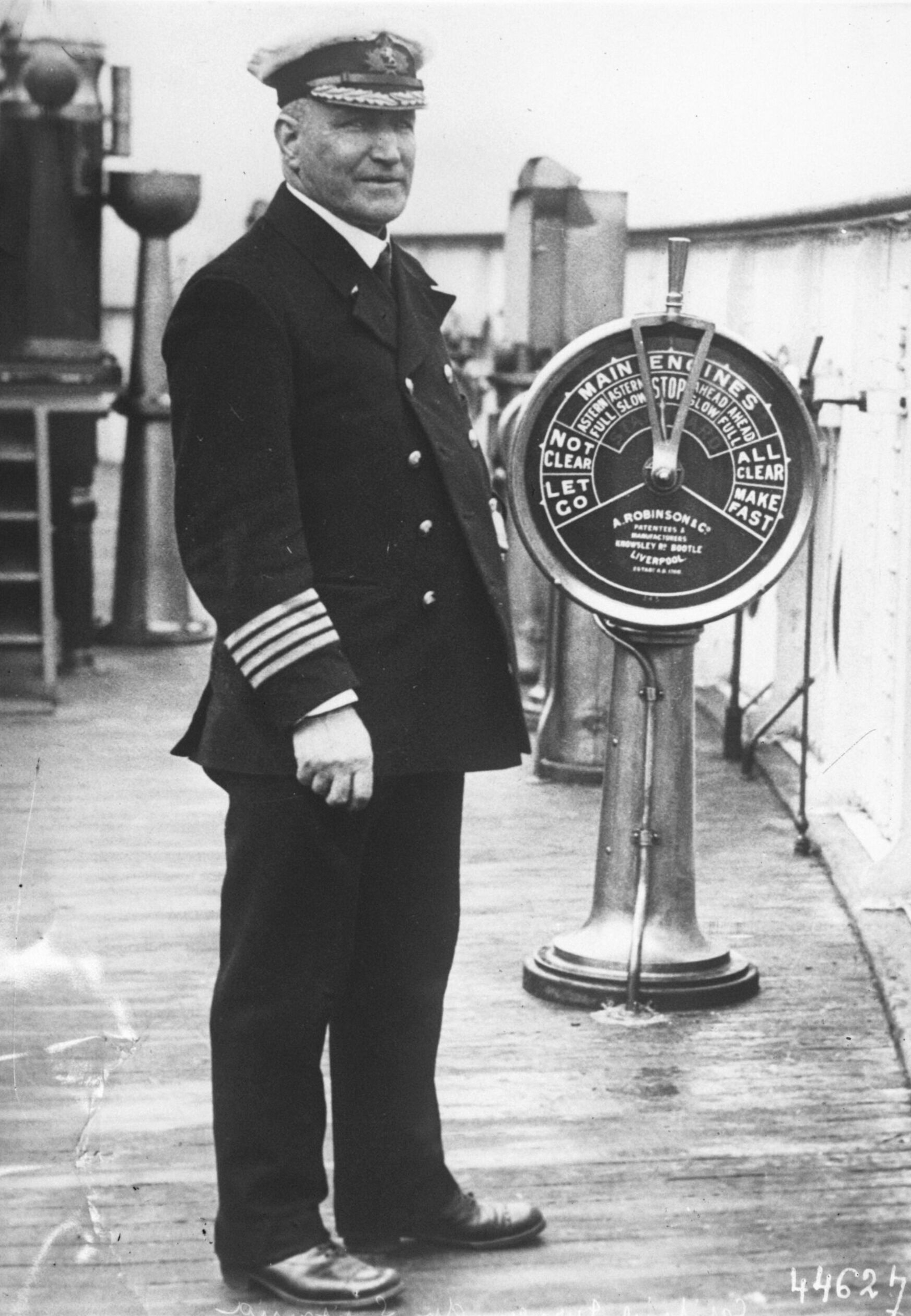
Капітан «Лузітанії» Вільям Тернер на містку «Аквітанії», 1914

«Лузітанія» вийшла в свій останній (202-й) рейс із Нью-Йорку 1 травня 1915 року о 12:30 з двогодинним запізненням. Причиною затримки в порту послужив переведення на «Лузітанію» 41 пасажира з багажем з недавно реквізованого пароплава «Камерон». Під звуки гімну США і військової пісні «Тепперері», виконуваних судновим оркестром, «Лузітанія» з 1262 пасажирами і 698 членами екіпажу пішла вниз по річці Гудзон, вийшла в Атлантичний океан і розвинула швидкість 20 вузлів (37 км/год). Серед пасажирів було 950 підданих Британської імперії, 189 громадян США, 71 підданий Російської імперії, 15 громадян Персії, 8 громадян Франції та громадяни ще 11 країн. У фатальний рейс вирушило 129 дітей у віці від року до 16 років, у тому числі — група англійських сиріт, евакуйованих після початку війни до Канади, і тепер вони прямували на батьківщину на канікули.
Командував «Лузітанією» 58-річний Вільям Тернер, капітанський стаж якого в компанії «Кунард Лайн» становив 12 років. Тернер мав досвід командування «Лузітанією» та «Мавританією», остання під його командуванням завоювала Блакитну стрічку Атлантики — престижний символічний приз, що присуджується суднам за рекорд швидкості при перетині Атлантичного океану. Попередній капітан «Лузітанії» Деніел Доу через хворобу покинув корабель в Ліверпулі, і таким чином у двох останніх рейсах лайнером після довгої перерви знову командував Вільям Тернер.
На борту були порожні майже половина кают. У першому класі за океан вирушили здебільшого відомі американські бізнесмени, політики і діячі мистецтва, в тому числі власник компанії «Thomas B. Jeffery Company» Чарльз Джеффрі, мультимільйонер Альфред Вандербільт, посол США в Іспанії Огден Хаммонд, актриса Рита Жоліве. Каюти третього класу були заповнені лише на третину. Крім того, в приміщеннях усіх класів розміщувалися відправлені на фронт молоді канадські добровольці.

### Запобіжні заходи
З початком війни в цілях маскування червоні димові труби «Лузітанії» були перефарбовані в темно-сірий колір. У воєнний час цивільним суднам було наказано ходити затемненими. Щовечора перевірялося затемнення ілюмінаторів і вікон темними шторами і закриття всіх люків. Капітан Тернер визнав за необхідне дотримуватися всіх запобіжних заходів, вранці 6 травня він наказав вивалити за борт всі рятувальні шлюпки, закрити герметичні двері в трюмі і подвоїти число дозорних. Рятувальних жилетів і місць в шлюпках із запасом вистачало всім людям, які перебували на борту.

### U-20

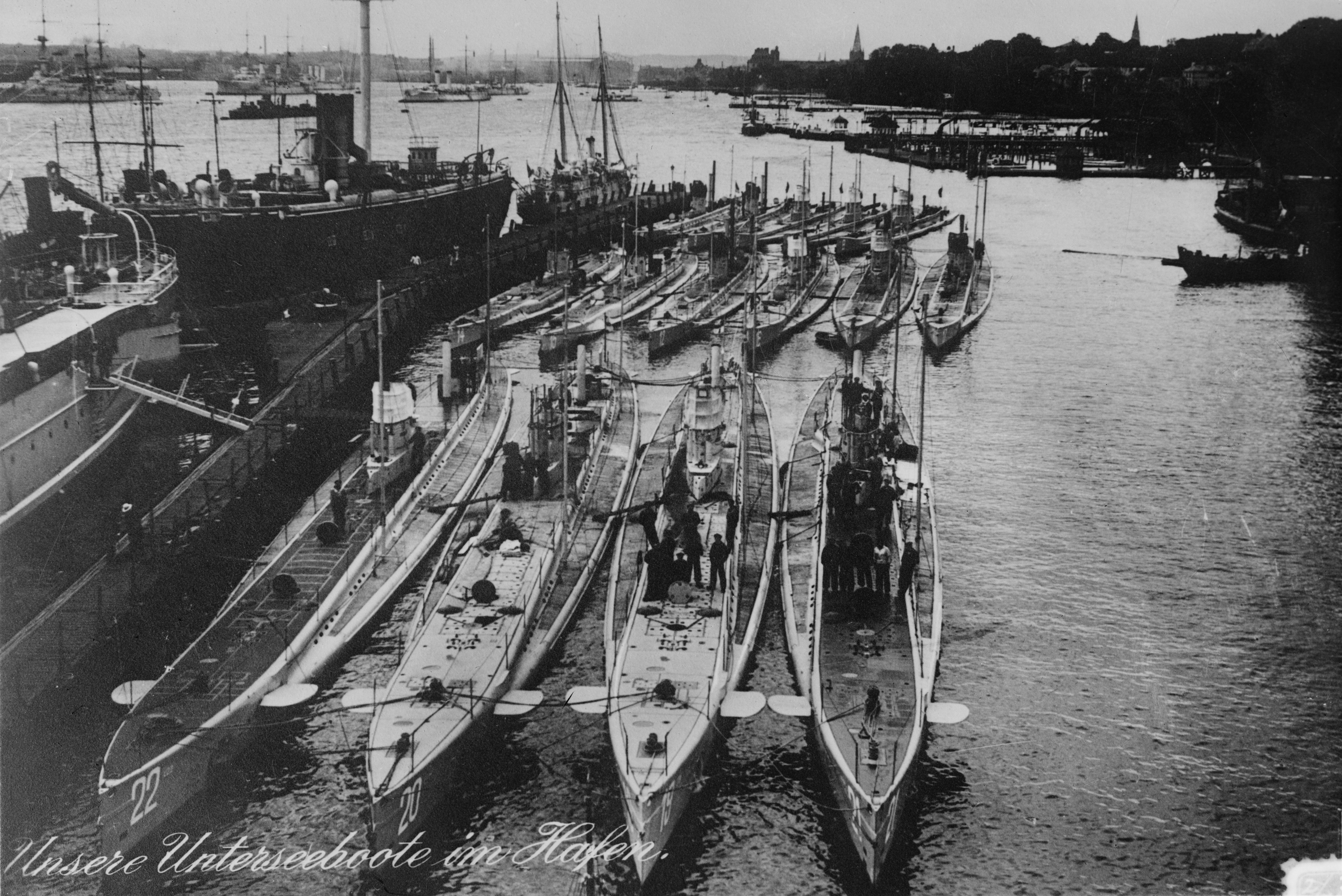
Підводний човен U-20 (другий зліва) серед аналогічних в гавані Кіля

Підводний човен U-20 було побудовано на замовлення Військово-морського флоту Німецької імперії в 1913 році на суднобудівній верфі «Kaiserliche Werft Danzig» в Данцигу (нині Гданськ). Його надводна водотоннажність становила 650 т, підводна — 837 т. Субмарина несла на борту боєкомплект з 6 торпед, розташованих у двох носових і двох кормових торпедних апаратах. U-20 могла занурюватися на глибину до 50 м. Крейсерська швидкість підводного човна в надводному положенні становила 15 вузлів (28 км/год), у підводному — 9,5 вузла (17,6 км/год). Дальність походу в економному режимі в надводному положенні, на 8 вузлах досягала 15000 км, в підводному положенні, рухаючись зі швидкістю 5 вузлів, субмарина могла подолати до 150 км без підйому на поверхню. Екіпаж складався з 4 офіцерів і 31 унтер-офіцера і матроса.

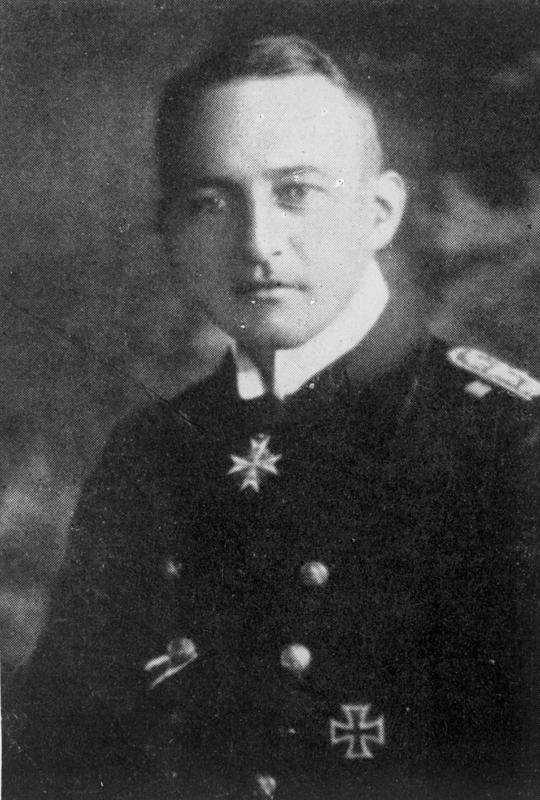
Командир U-20 Вальтер Швігер

30 квітня підводний човен U-20 під командуванням 30-річного капітан-лейтенанта Вальтера Швігера покинула Боркум і взяв курс на захід. 2 травня він досяг Петерхеду на північному сході Шотландії, потім обігнув Шотландію з півночі і попрямував вздовж західного і південного узбережжя Ірландії, щоб з півдня увійти в Ірландське море.
5 травня U-20 зупинив торгову шхуну «Граф Латом». Вальтер Швігер наказав команді покинути судно в шлюпках і передати на борт субмарини прапор і суднові документи, потім U-20 відкрив вогонь з гармати і затопив шхуну. 5 травня о 22:30 Королівським військово-морським флотом Великої Британії всім суднам було передано попередження про активність ворожих підводних човнів у південних берегів Ірландії. 6 травня U-20 обстріляв з гармати пароплав «Кандидат» компанії «Херрісон Лайн». Після того як з судна евакуювалися всі пасажири і члени екіпажу, субмарина випустила торпеду і затопила його. Потім був атакований британський пароплав «Кайо Романо», що йшов з Куби, корабель затонув у декількох десятках метрів від берега. У цей же день U-20 зробив постріл по пароплаву «Арабік», але, оскільки той ішов на великій швидкості, торпеда не влучила у ціль. У довершення всього U-20 потопив британський суховантаж «Центуріон», і знову, завдяки діям німецьких підводників, обійшлося без жертв. Всього в період з 1 по 7 травня, поки «Лузітанія» йшла з Нью-Йорка, біля південних берегів Ірландії німецькими підводними човнами було торпедовано 23 судна.

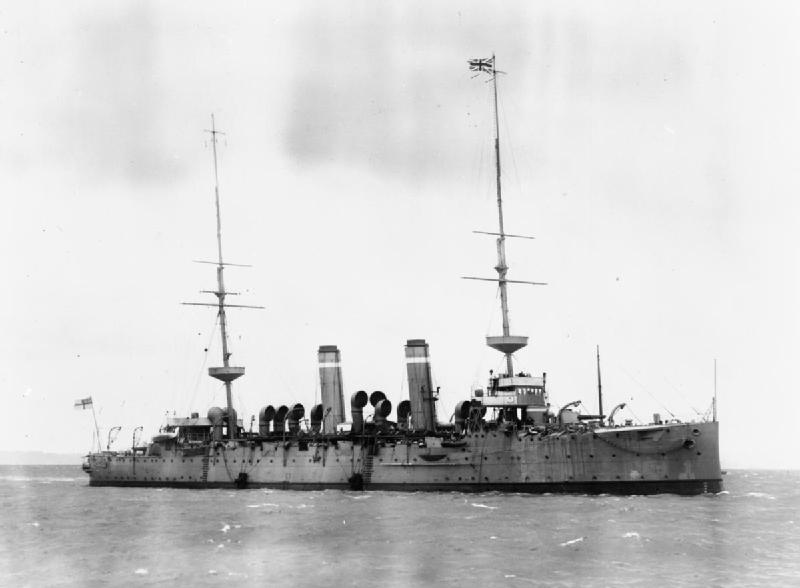
Крейсер «Ікліпс», однотипний «Джуно»

О 12:50 над U-20 пройшов бронепалубний крейсер «Джуно». Підводний човен сплив на перископну глибину (11 м), після чого спробував переслідувати корабель, проте не зміг атакувати його, оскільки британський крейсер йшов з великою швидкістю протичовновим зигзагом. Капітан «Лузітанії» Тернер вів лайнер прямолінійним курсом, оскільки вважав, що зигзаг належить використовувати тільки після виявлення підводного човна.
О 12:40 капітану була передана депеша Адміралтейства. У ній повідомлялося, що підводний човен знаходиться в 5 милях на південь від мису Клір і прямує на захід. Ці відомості були абсолютно не відповідали дійсності, U-20 не проходив навіть близько цього місця. Оцінивши ситуацію, ґрунтуючись на інформації, що містилася в телеграмах Адміралтейства, Тернер вважав, що буде безпечніше йти ближче до берега. Він змінив курс, взявши на 20° на північ від попереднього курсу. О 13:00 з'явилось узбережжя Ірландії.
Як правило, при збільшенні активності ворожих субмарин у цих водах Адміралтейство посилало туди кілька есмінців. Начальник Морського генерального штабу віце-адмірал Генрі Олівер запропонував організувати для «Лузітанія» ескорт з есмінців, але перший лорд Адміралтейства Вінстон Черчилль відхилив цю пропозицію, вирішивши обмежитися лише попередженнями. Крейсеру «Джуно», який спочатку повинен був супроводжувати «Лузітанію» в Кельтському морі, за добу до передбачуваної зустрічі було наказано повертатися до Квінстауну.
До 7-травня U-20 витратив значну частину палива, на борту залишалося дві торпеди, і командир вирішив відмовитися від просування в бік Ліверпуля. Швігер мав намір затриматися в північній частині Кельтського моря і атакувати судна, що прямують в бік Брістольської затоки, потім, коли залишиться 3/5 запасу палива, повертатися на базу, обійшовши Ірландію зі східного боку.

## Хронологія катастрофи

### Атака

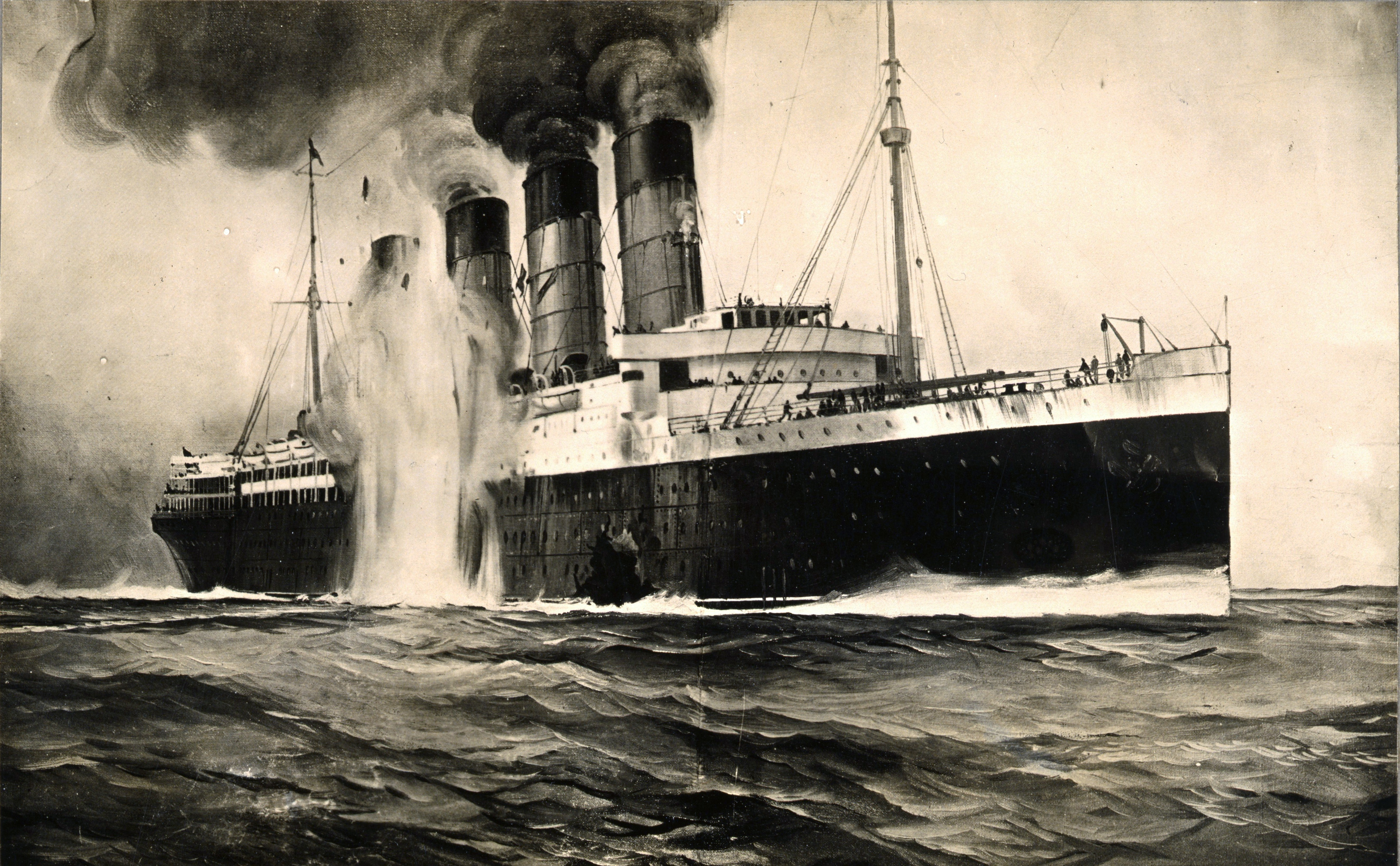
«Лузітанія» відразу після торпедної атаки

О 12:45 U-20 сплив на поверхню. О 13:20 на горизонті з'явилася «Лузітанія», яку через велику кількість димових труб і щогл на човні спочатку сприйняли за кілька кораблів. О 13:25 U-20 занурився на перископну глибину (11 м) і пішов на перехоплення лайнера на граничній підводній швидкості 9 вузлів (16,6 км / год).
Вальтер Швігер стояв у бойовій рубці субмарини і в перископ стежив за «Лузітанією». Коли відстань до лайнера становила 700 м, U-20 піднявся на глибину 3 м. Швігер скомандував: «Вогонь!». Торпеда G / 6 калібру 500 мм, масою 1092 кг і бойовою частиною в 160 кг гексаніту (суміші з 60 % тротилу і 40 % гексанітродіфеніламіну) була випущена зі швидкістю 35 вузлів під кутом зустрічі 90°. Перед цим перший вахтовий офіцер U-20 Шарль Фегель відмовився дати наказ провести торпедний залп по «Лузітанії», за що був посаджений під арешт.
На борту пінний слід від торпеди помітив баковий дозорний Леслі Мортон. Він в рупор крикнув: «Торпеди йдуть по правому борту!». Капітан Тернер у цей час вивчав берегову лінію, перебуваючи на лівому крилі капітанського містка. Другий помічник Персі Хеффорд, почувши крик Мортона, доповів капітанові: «Йде торпеда, сер». Через мить пролунав вибух. Торпеда уразила ціль о 14:10, через 40 секунд після пуску. Вона влучила в правий борт судна, пошкодивши четвертий і п'ятий водонепроникні відсіки. Корпус пароплава здригнувся, вгору злетіли уламки корпусу, стовп піднятою вибухом води досяг шлюпкової палуби.
За першим вибухом через кілька секунд пішов другий, більш потужний, причини якого досі не з'ясовані. Згідно з однією з версій, Швігер випустив по «Лузітанії» дві торпеди, згідно з іншою, більш поширеною, на борту здетонували боєприпаси, що перевозилися в трюмі. Британська сторона підтвердила тільки факт перевезення на «Лузітанії» п'яти тисяч ящиків з гвинтівковими набоями. Другий вибух призвів до великих пошкоджень обшивки. Стовп води, пари, вугільного пилу, уламків піднявся вище щогл і потім обрушився на шлюпкову палубу. Очевидці відзначали, що цей вибух супроводжувався викидом стовпа полум'я. На кілька секунд кормова частина лайнера виявилася оповита густим димом і парою, через які було неможливо дихати.

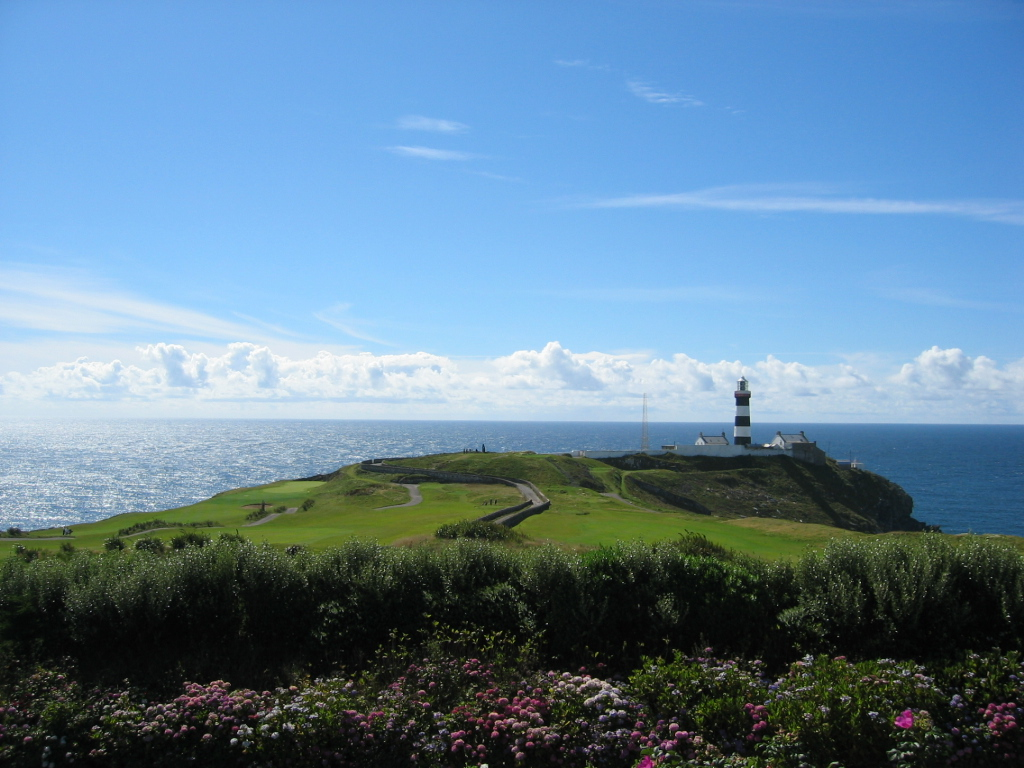
Мис Кінсейл — найближча до місця аварії точка. З маяка було видно тонучу «Лузітанію»

«Лузітанія» продовжувала йти зі швидкістю 18 вузлів. Відстань до берега становила трохи більше 20 км, і Тернер скомандував повертати вліво, сподіваючись посадити лайнер на мілину. Кермо вдалося повернути на 35° вліво, після чого паровий привід відмовив через те, що вибухами була пошкоджена парова магістраль. Тоді Тернер за допомогою машинних телеграфів віддав команду «Повний назад», але через паропроводи, що лопнули, виконання цієї команди виявилося неможливим. Оскільки тиск пари впав з 13 атм до 3,4 атм, турбіни зменшили хід, але повністю некерований корабель продовжував йти по інерції. Протягом двох хвилин «Лузітанія» отримала носовий дифферент і накренилась на правий борт на 15°.

### Сигнал SOS
Радист «Лузітанії» Роберт Лейт негайно почав передавати в ефір сигнал SOS з координатами судна: «Терміново йдіть на допомогу! Сильний крен. Знаходимося в 10 милях на південь від Кінсейла». Першим на сигнал лиха відгукнувся англійський танкер «Наррагансетт», який йшов в 65 км на південний схід від «Лузітанії». Капітан «Наррагансетт» Чарльз Харвуд наказав змінити курс і найповнішим ходом йти на допомогу. Після «Наррагансетт» прийом сигналу SOS підтвердили суховантаж «Етоніан» і пасажирське судно «Сіті оф Ексетер». Обидва корабля знаходилися на відстані близько 80 км від «Лузітанії». Трохи далі йшло грецьке судно «Катерина», яке, отримавши сигнал SOS, також вирушило на допомогу. Сигнал лиха також був отриманий сигнальними постами на березі. Інформація про катастрофу була передана контр-адміралу серу Чарльзу Коуку, який очолював військово-морську базу в Квінстауні. До місця лиха вийшли чотири буксири і чотири крейсери, в тому числі «Джуно», що уникнув атаки U-20 кількома годинами раніше. Новина про лихо в лічені хвилини поширилася серед рибалок і екіпажів невеликих допоміжних суден Квинстауна і навколишніх рибальських селищ, які не мали радіоустановок. Більше десятка невеликих рибальських суден і катерів вирушило на допомогу. О 14:14 на борту відключилася електрика, але Лейт підключив аварійні акумулятори і продовжував роботу.

### Затоплення
Капітан Тернер залишався на містку до тих пір, поки вода не викинула його за борт. При ньому були судновий журнал і навігаційні карти. У воді він знайшов шезлонг і використовував його як плавзасіб.
Бродвейський імпресаріо Чарльз Фроман, розуміючи, що його шанси на порятунок незначні, сів за рояль в салоні першого класу і до останньої хвилини грав тему з вистави «Пітер Пен». Мільйонер Альфред Вандербільд, незважаючи на те, що не вмів плавати, віддав свій рятувальний жилет жінці з дитиною, прирікаючи себе на загибель.
«Лузітанія» лягла на правий борт з невеликим диферентом на ніс і о 14:28, через 18 хвилин після атаки, затонула в 19 км від берега.
|                                       |                                                       |                                     |                                                                                 |
| Німецька ілюстрація атаки «Лузітанії» | Пробоїна в корпусі «Лузітанії» після влучання торпеди | Тонуча «Лузітанія» і субмарина U-20 | Ілюстрація тонучої «Лузітанії» в випуску газети «London News» от 15 травня 1915 |

## Агонія

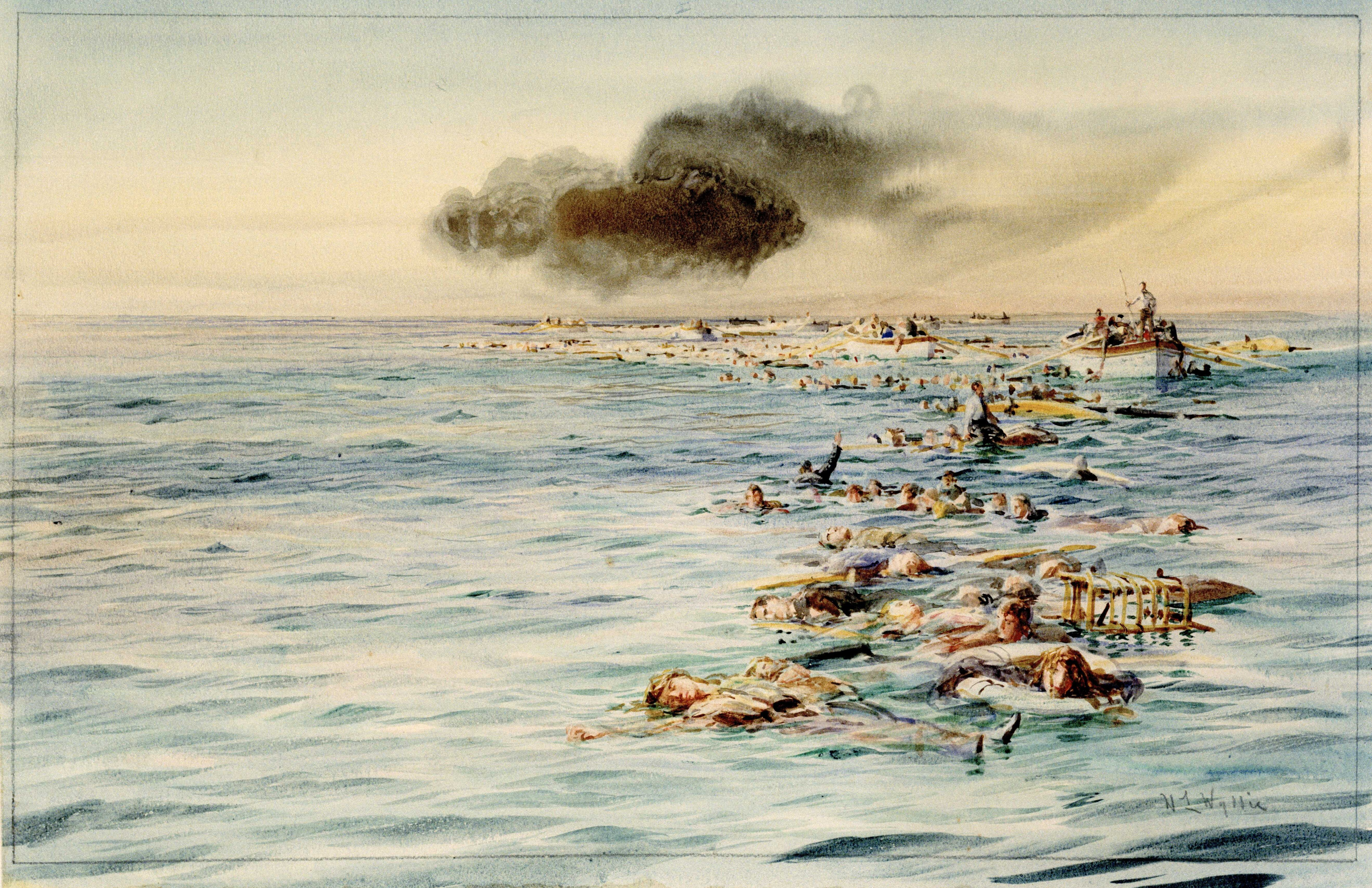
«Слід „Лузітанії“» — картина Уільяма Уайлі

За спогадами очевидців, в останні хвилини «Лузітанія» йшла під воду з громоподібним ревінням. Після повного затоплення утворилася водяна лійка, яка затягувала людей на велику глибину. Роберт Тімменс згадував, що перше ніж спливти на поверхню йому довелося зробити 31 гребок. Маргарет Гвайер потоки води затягнули в димову трубу, але потік повітря зсередини буквально «вистрілив» її на поверхню, і вона врятувалася. 20-метрові труби впали вже перебуваючи під водою.
Сотні людей залишилися плавати на поверхні води серед великої кількості уламків і різних предметів: дерев'яних дощок, балок, крісел, ящиків, бочок, кошиків. Крім того, багато хто отримав різні травми під час затоплення лайнера. Температура морської води становила 11°С. При наявності індивідуальних рятувальних засобів людина може протриматися в ній більше 3 годин. Однак у метушні і паніці далеко не всі надягли рятувальні жилети, тому люди, що опинилися у воді, часто боролися один з одним за будь-який плавзасіб, щоб не потонути. Грейс Френч втрималася на плаву, піднявшись поверх трупа огрядного чоловіка. Деякі в істериці кричали про те, що німці будуть розстрілювати тих, що вижили, з кулеметів. Хтось двічі викрикував, що нібито йдуть на допомогу судна. На складаних шлюпках врятувалося декілька десятків людей.

## Пошуково-рятувальна операція

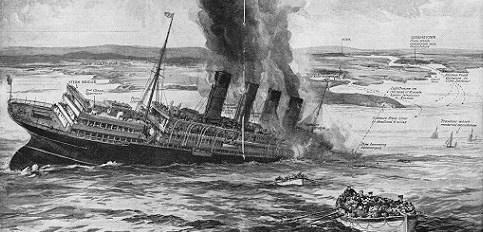
Ілюстрація «Лузітанії», що терпить лихо, в британській газеті «Сфера». На задньому плані зображені човни ірландських рибалок, які поспішають на допомогу.

Пароплав «Наррагансетт», викликаний по радіотелеграфу, йшов до «Лузітанії» повним ходом. О 15:45, коли до місця аварії залишалося пройти трохи більше 20 км, Вальтер Швігер, випустив по ньому останню торпеду. Капітан «Наррагансетт» Чарльз Харвуд наказав покласти кермо на борт. Торпеда пройшла уздовж корми, не зачепивши корпус. Харвуд вирішив, що сигнал лиха «Лузітанії» був переданий німцями, щоб заманити судно в пастку. Він скомандував «Ліво руля» і наказав йти зигзагоподібним курсом геть від місця загибелі «Лузітанії».
Близько 17:00 до місця лиха наближалися судна «Етоніан» і «Сіті оф Ексетер». Капітан «Етоніана» Вуд побачив прямо по курсу перископ підводного човна, що маневрує між його суховантажем і «Сіті оф Ексетер». Екіпажі «Сіті оф Ексетер» і «Етоніан» вирішили, що порятунок «Лузітанії» в небезпечній зоні — справа військово-морського флоту, і, перебуваючи вже в межах видимості потопаючих людей, відвернули на захід.
На допомогу людям близько 16:30-17:00 прийшли невеликі риболовецькі і допоміжні судна. Людей знімали зі шлюпок і витягали з води траулери «Пив-12», «Джулія», буксир «Стормкок» і більше десятка інших. Капітана Вільяма Тернера через три години після катастрофи підібрав пароплав «Блюбелл». Єдиним відносно великим судном, яке прибуло на допомогу, був грецький пароплав «Катерина», капітан якого вирішив брати участь в операції з порятунку тих, що вижили, незважаючи на загрозу нової торпедної атаки. Усі кораблі із врятованими на борту ввечері прибули до Квінстауна.

## Квінстаун

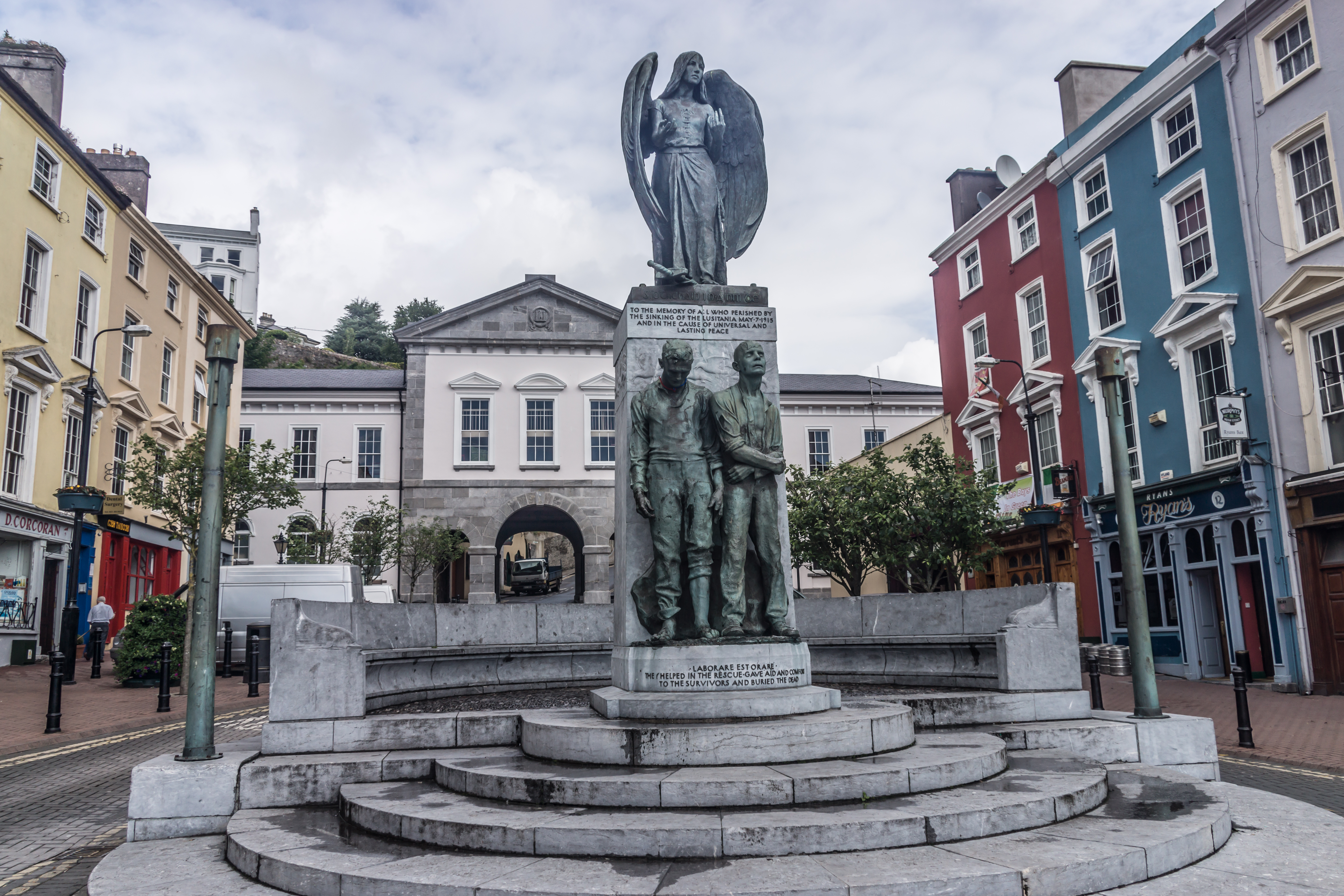
Меморіал в центрі Кова в пам'ять про загибель «Лузітанії»

Для тих, хто вижив в катастрофі, компанія «Кунард лайн» зарезервувала кімнати в готелях «Куїнз», «Роб Рой» та інших. Через нестачу вільних місць у готелях Квінстауна (нині Кова) постраждалих заселяли часто по п'ять чоловік в номер. Капітана Тернера у Квінстауні прихистив місцевий банкір. Поранених взяли міські лікарні. Негайно почався процес складання списків врятованих.
У наступні кілька днів до берега в різних місцях море приносило тіла жертв катастрофи, групами і поодинці. У перші дні після катастрофи «Кунард Лайн» пропонувала місцевим рибалкам грошову винагороду за вилов тіл. У цілому було знайдено 289 тіл, особу 65 не вдалося встановити. 10 травня у Квінстауні відбулися похорони основної частини загиблих під час аварії. Невелика частина тіл, з ініціативи родичів, була переправлена на батьківщину в міста США і Європи.

## Склад загиблих і тих, що вижили
Жертвами катастрофи стали 1197 чоловік, включаючи 287 жінок і 94 дитини, з яких 35 — діти віком до року. Вона забрала життя громадян 18 країн. Врятувалося менше 40 % людей з тих, хто був на борту. Всього на судні загинуло 178 (з 290) пасажирів першого класу, 374 (з 601) пасажири другого класу, 239 (з 371) пасажирів третього класу, 403 (з 698) члени екіпажу. Частка тих, хто врятувався серед пасажирів усіх трьох класів і членів екіпажу приблизно однакова.
| Громадянство       | Всього | 1-й клас | 2-й клас | 3-й клас | Екіпаж |
| ------------------ | ------ | -------- | -------- | -------- | ------ |
| Британська імперія | 984    | 97       | 328      | 166      | 393    |
| США                | 128    | 71       | 42       | 15       | -      |
| Російська імперія  | 43     | -        | -        | 43       | -      |
| Іран               | 9      | -        | -        | 9        | -      |
| Швеція             | 5      | 2        | -        | 3        | -      |
| Німецька імперія   | 4      | ?        | ?        | ?        | 1      |
| Греція             | 4      | 2        | -        | 2        | -      |
| Бельгія            | 3      | 1        | 2        | -        | -      |
| Франція            | 3      | 2        | -        | -        | 1      |
| Данія              | 2      | 1        | -        | -        | 1      |
| Мексика            | 2      | 1        | -        | 1        | -      |
| Нідерланди         | 2      | -        | -        | -        | 2      |
| Норвегія           | 2      | -        | -        | -        | 2      |
| Швейцарія          | 2      | 1        | -        | -        | 1      |
| Аргентина          | 1      | -        | 1        | -        | -      |
| Бразилія           | 1      | -        | -        | -        | 1      |
| Іспанія            | 1      | -        | -        | -        | 1      |
| Італія             | 1      | -        | 1        | -        | -      |
| Всього             | 1197   | 178      | 374      | 239      | 403    |

## Міжнародна реакція

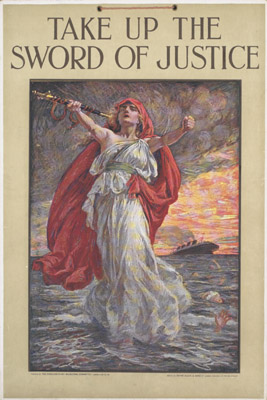
«Оголи меч правосуддя» — британський пропагандистський плакат із зображенням «Лузітанії» на задньому плані

О 15:30 7 травня Лондон офіційно підтвердив інформацію про атаку на «Лузітанію». Представники посольства Німецької імперії в США зволікали із заявами, чекаючи депеші з Берліна. Радник посольства Трахенберг фон Хатцфельдт заявив тільки: «Вони не хотіли нікого вбивати». Атака на «Лузітанію» була різко засуджена главами Османської та Австро-Угорської імперій, які були союзниками Німеччини в Першій світовій війні. Екс-президент США Теодор Рузвельт порівняв дії німецького флоту з «піратством, що перевершує за масштабами будь-яке вбивство, що коли-небудь відбувалося в старі піратські часи», також він закликав до дій в ім'я підтримки національної гідності. Чинне керівництво США на чолі з президентом Вудро Вільсоном утрималося від поспішних заяв.

### У Великій Британії
Новина про потоплення стала активно використовуватися Великою Британією та іншими країнами Антанти в пропагандистських цілях. По всій Британії були розклеєні листівки з описом «варварської жорстокості німців».
Після закінчення війни Великою Британією і її союзниками потоплення «Лузітанії» було внесено до переліку військових злочинів. Командир U-20 Вальтер Швігер до цього часу не дожив, він загинув в 1917 році, коли підводний човен U-88, який перебував під його командуванням, підірвався на двох якірних мінах біля узбережжя Данії.

### У Німеччині
8 травня офіційний представник уряду Німеччини в США Бернхард Дернбурга, виступаючи в Клівленді, заявив, що причиною торпедування «Лузітанії» послужила контрабанда на її борту боєприпасів. Німецьке військове командування розцінило лайнер як допоміжний крейсер. Він зазначив, що Німеччина, згідно з Гаагськими конвенціями і деклараціями про закони і звичаї війни, мала право на знищення судна незалежно від присутності на його борту цивільних осіб, оскільки акваторія Кельтського моря з 18 лютого офіційно оголошена військовою зоною. Це, за його словами, знімало з Німеччини відповідальність за загибель мирних громадян, включаючи 128 американців.

### У США
13 травня адміністрація президента Сполучених Штатів вручила німецькому послу Йогану Бернсдорфу ноту, в якій різко засуджувався «нічим не спровокований жорстокий напад на цивільне беззбройне судно, що спричинило собою величезні людські жертви», а також містилися вимоги відмовитися від таких дій надалі і дати запевнення, що в майбутньому атаки на неозброєні торгові судна без попередження проводитися не будуть. В особистому листі Вільсону кайзер Вільгельм II висловив співчуття американському народу і сім'ям загиблих американців. При цьому він ще раз зазначив, що «Лузітанія» була допоміжним крейсером британського флоту, тобто комбатантом.
21 травня Білий дім повідомив Німеччину про те, що будь-яка подальша атака на судна буде розцінена Сполученими Штатами, як «свідомо недружній крок».

## Висвітлення в ЗМІ

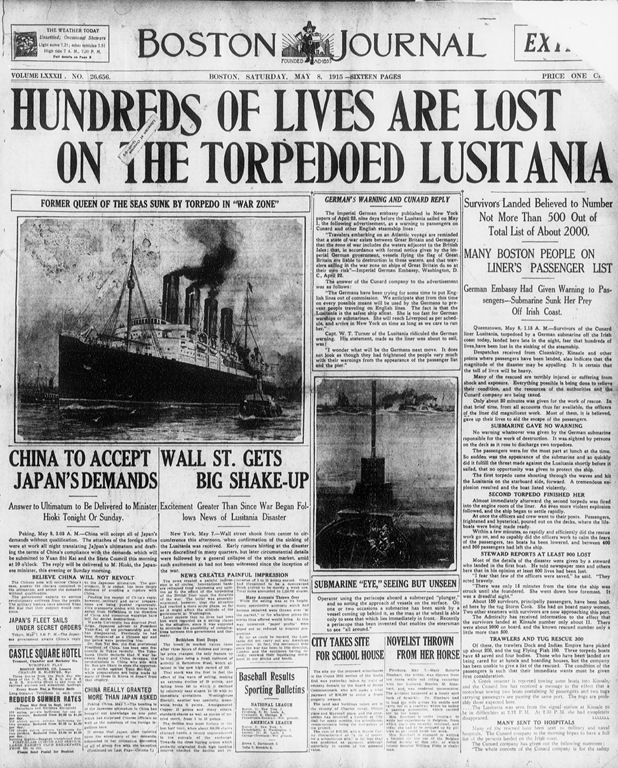
Випуск «Boston Journal» від 8 травня 1915 з заголовком «Сотні життів забрано на торпедованій Лузітанії»

Новина про торпедування «Лузітанії» в той же день зайняла перші шпальти газет. У німецькій пресі давалася неоднозначна оцінка того, що сталося. Видання «Kölnische Volkszeitung» назвало потоплення черговим подвигом німецького флоту, успіхом, що підняв моральний дух. Автори статті стверджували, що, атакувавши британський пароплав з пасажирами в межах військової зони, Німеччина вступила більш гуманно, в порівнянні з англійцями, які «прагнуть голодної смерті всього німецького народу». У газеті «Vorwärts» було висловлено жаль з приводу загибелі лайнера. Тижневик «Berliner Tageblatt» опублікував статтю капітана Персіуса, в якій він критикував дії військово-морського флоту Німеччини.

## Реакція суспільства

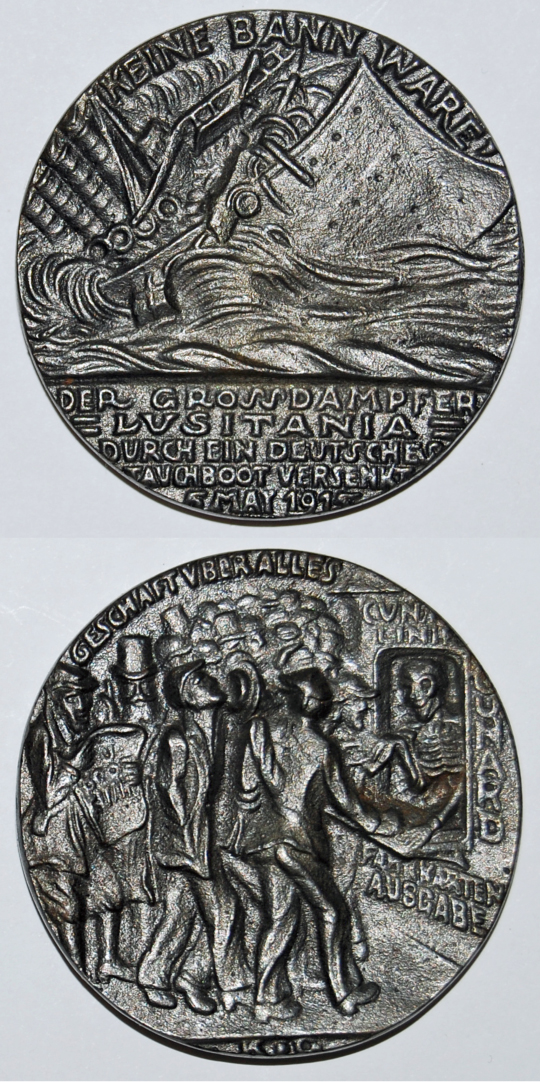
Німецька пропагандистська медаль (британська копія)

Після катастрофи в ряді міст Великої Британії і Канади почалися антинімецькі погроми. У канадському місті Вікторія натовп розгромив німецький клуб «Дойчес Ферайн», вандали вибили шибки, винесли і розбили меблі. Потім шаленство натовпу поширилося на пивоварний завод, німецький готель та інші заклади, якими володіли німці. У Ліверпулі розгнівані городяни били скло в кожній німецькій крамниці або крамниці з німецькою назвою. Поліція не могла впоратися з натиском погромників. У Лондоні власники одного з магазинів, побоюючись погромів агресивно настроєного натовпу, написали на вході «Ми руські».

## Судовий розгляд

### У Великій Британії

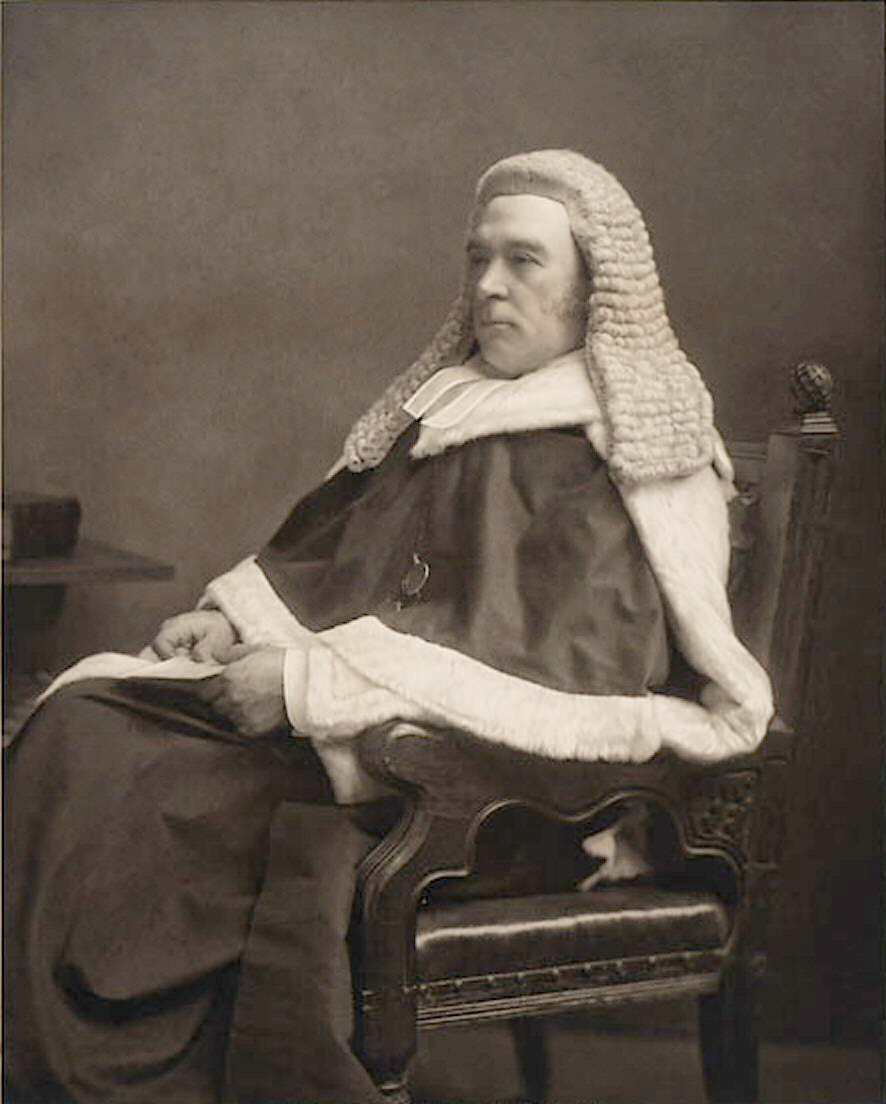
Джон Бігман

Наступного дня після катастрофи Джон Хоган, слідчий ірландського міста Кінсейл, розташованого найближче до місця трагедії, почав проводити розслідування загибелі двох чоловіків і трьох жінок, тіла яких були доставлені в місто на невеликому судні.
10 травня капітан Тернер дав перші свідчення. Він заявив, що «Лузітанія» була атакована однієї торпедою, що потрапила між третьою і четвертою трубами. Тернер визнав, що отримував попередження про підводні човни, виконуючи при цьому вказівки Адміралтейства, але не був проінформований про загибель 5 травня шхуни «Граф Латом».
Офіційне розслідування причин катастрофи почалося 15 червня. Слухання, які проходили в Центральному Вестмінстерському залі в Лондоні, очолив суддя Джон Бігман, який розслідував в 1912 році загибель «Титаніка». Судовими експертами виступали адмірал Фредерік Самуель Інглфілд, лейтенант Хірн і два капітани торгового флоту Д. Девіс і Дж. Спеддінг. Інтереси компанії «Кунард Лайн» на суді відстоював адвокат Батлер Аспінолл, який раніше представляв Міністерство торгівлі Великої Британії на слуханнях у справі про загибель «Титаніка». У розслідуванні брав участь генеральний прокурор Англії та Уельсу Едвард Карсон. На засідання для надання свідчень були викликані 36 свідків. Слухання 15 і 18 червня проходили за зачиненими дверима, на них були розглянуті матеріали, що стосувалися перебігу останнього рейсу «Лузітанії».

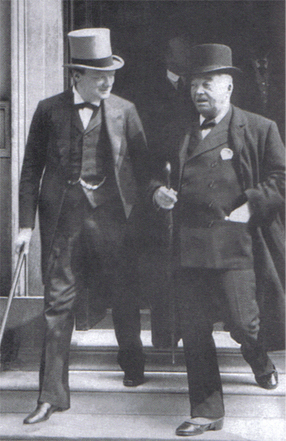
Вінстон Черчиль і Джон Фішер

У ході відкритих слухань Адміралтейство намагалося покласти провину за аварію на капітана Вільяма Тернера, вказуючи на його нібито недбалість при виконанні службових обов'язків. Адмірал Королівського Британського військово-морського флоту Джон Фішер назвав Тернера некомпетентною людиною і негідником і висловив надію на швидкий арешт капітана. Перший лорд Адміралтейства Вінстон Черчиль заявив, що проти Вільяма Тернера буде негайно висунуто позов. Директор відділу торгівлі капітан Річард Уебб зовсім висловив припущення про змову капітана «Лузітанії» з німецьким військовим командуванням. Він же почав готувати перелік радіограм, надісланих на «Лузітанію», які нібито були проігноровані Тернером.
Вільям Тернер був звинувачений у недотриманні правил безпечного мореплавання і порушенні інструкцій Адміралтейства, що виявилося в недостатній швидкості ходу судна, прямолінійному курсі і малій відстані від берега. На суді було з'ясовано, що швидкість була знижена через погодні умови, але потім знову збільшена до 18 вузлів. Слід зауважити, що «Лузітанія» — перше судно, яке було атаковане підводним човном на швидкості понад 15 вузлів. У момент атаки «Лузітанія» перебувала в 20 км від берега, що відповідало всім інструкціям, які забороняли підходити ближче, ніж на 8 км до берега. Крім того, в телеграмі Адміралтейства повідомлялося про підводний човен за 32 км від берега. Проконсультувавшись з двома своїми помічниками — Джеймсом Андерсоном і Джоном Пайпером (жоден з яких не вижив), капітан Тернер вирішив, що доцільніше триматися ближче до берега і наказав змінити курс. З цих причин суд визнав звинувачення необґрунтованими.
Капітан Вільям Тернер, члени екіпажу, керівництво компанії «Кунард Лайн» і Королівського Флоту за результатами розслідування були визнані невинними у катастрофі. Вся відповідальність за трагедію була покладена на Уряд Німецької імперії. Бігман заявив, що Тернер «застосував свою розсудливість найкращим чином», а провина лежить виключно на тих, хто скоїв злочин.

### У США
У США компанії «Кунард Лайн» було пред'явлено 68 позовів. Усі вони були заслухані в 1918 році. Слідство очолював суддя Джульес Майер, що відхилив у 1912 році аналогічні позови на відшкодування збитку щодо компанії «Уайт Стар Лайн» після краху «Титаніка». Справа розглядалася без присутності присяжних. Обома сторонами було заздалегідь обумовлено, що на засіданнях не підніматиметься питання про перевезення «Лузітанією» будь-яких вантажів військового призначення та особового складу. 33 людини, які не змогли прибути до США, давали свідчення у Великій Британії. Серед них був і капітан Вільям Тернер. На американському слідстві він став активніше відстоювати правильність своїх дій і свою абсолютну невинність у події. Тернер заявив, що не мав підстав вважати рух швидкохідного лайнера зигзагоподібним курсом безпечним. Це підтверджував випадок, коли інший пароплав, рухаючись зигзагоподібно, був успішно атакований підводним човном. Його позиція була підтримана багатьма капітанами. Також Тернер говорив, що підтримання стабільного курсу протягом 30 хвилин було необхідним, щоб точно визначити координати лайнера. Однак фахівці з морської навігації заперечували, заявляючи, що місце розташування судна з досить великою точністю можна визначити за двома пеленгами за п'ять хвилин.
Після закінчення розслідування суд постановив: «причиною аварії була протизаконна дія Уряду Німецької імперії», стрімке затоплення «Лузітанії» відбулося в результаті потрапляння в правий борт двох торпед. Дії капітана були визнані грамотними, а заходи з порятунку людей екіпажем відповідними всім вимогам. За рішенням судді, всі претензії слід висувати німецького уряду. У 1925 році як репарації Веймарською республікою були виплачені 2,5 млн доларів.

## Причина другого вибуху

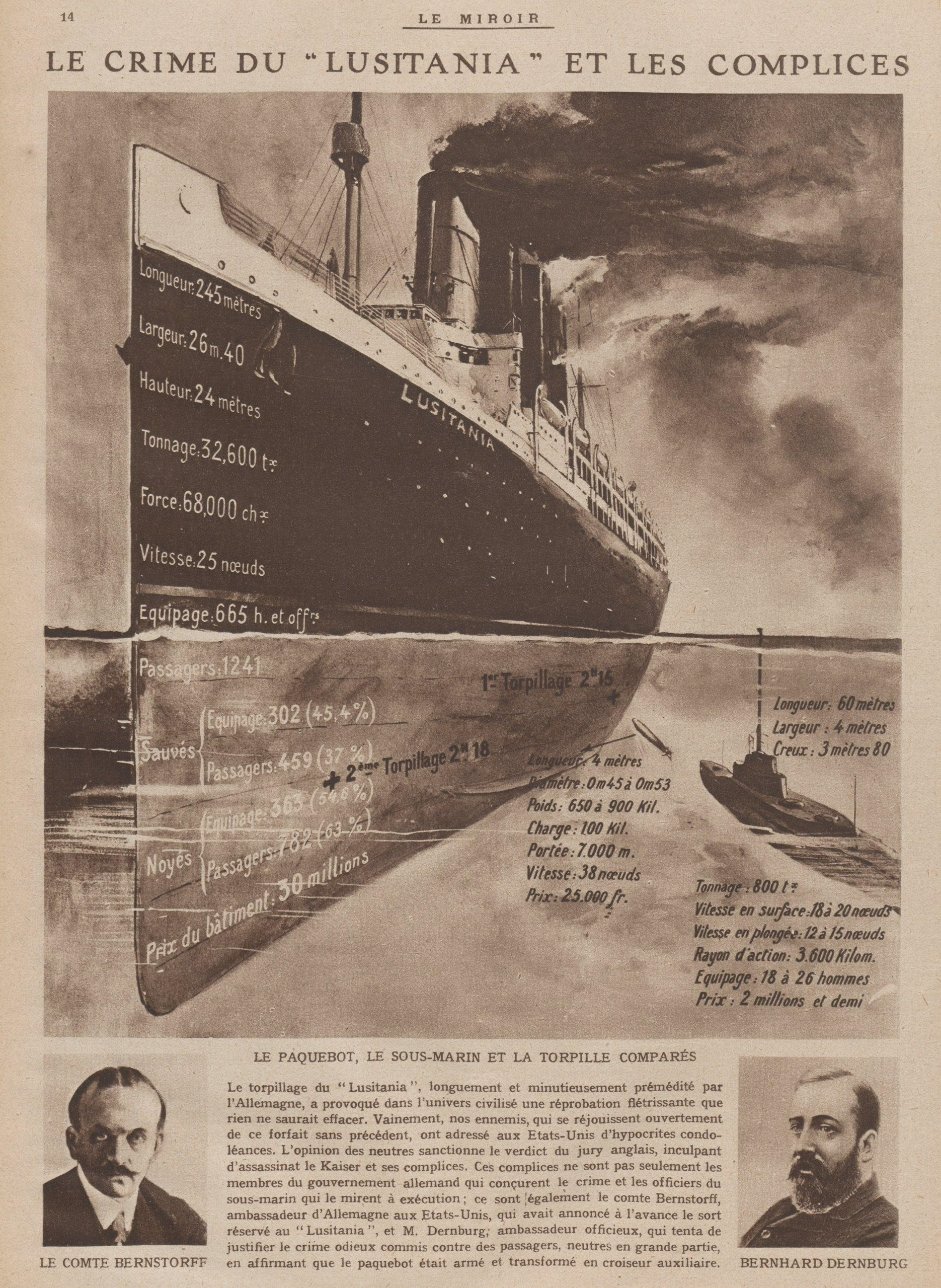
Французький тижневик «Le Miroir» повідомляє про дві випущених торпеди

Загибель «Лузітанії» зумовив другий вибух, більш потужний, що пролунав відразу за першим. Причина вибуху офіційно й досі не встановлена. Вважається, другий вибух стався тому, що «Лузітанія» перевозила щось інше, ніж повинен був перевозити пасажирський лайнер. У трюмі «Лузітанії» було 4200 ящиків з боєприпасами для стрілецької зброї.

## Політичні наслідки
У Великій Британії і США розгорнулася пропагандистська кампанія про варварство німецьких підводників. Командири німецьких підводних човнів були оголошені нелюдами, що сприяло наростанню жорстокості і насильства у війні на морі. Вже 19 серпня 1915 року екіпаж судна-пастки «Баралонг» під командуванням Годфрі Герберта холоднокровно розстріляв екіпаж іншої німецької субмарини U-27: частина німців, що вибрались із потопаючого підводного човна і намагалися врятуватися на цивільному пароплаві, але були вбиті, включно з тими, хто встиг забратися в трюм.

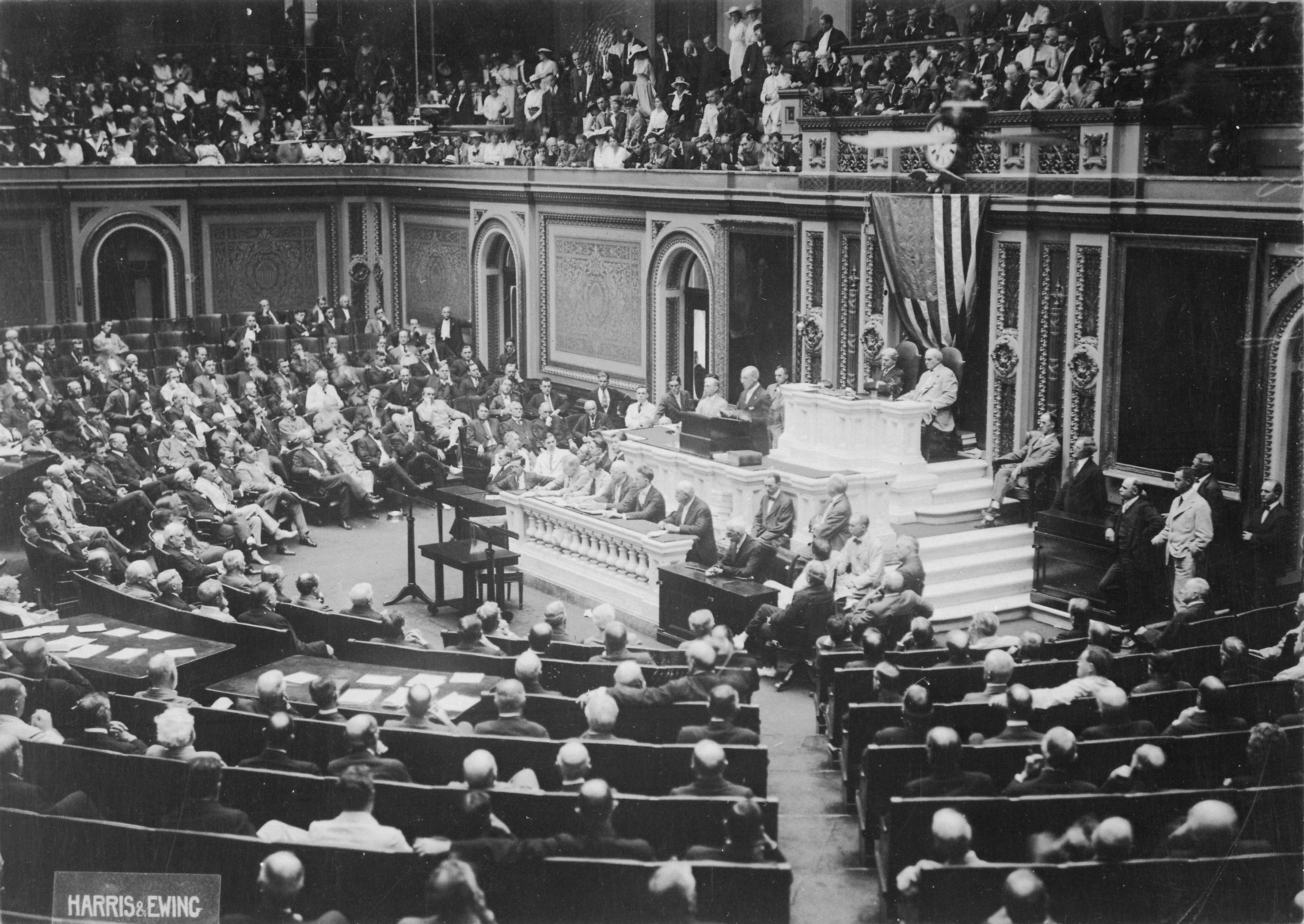
Вудро Вільсон 3 лютого 1917 оголошує в Конгресі про припинення дипломатичних відносин з Німеччиною

Рейхсканцлер Німеччини Теобальд фон Бетман-Гольвег переконав кайзера Вільгельма II в подальшому відмовитися від потоплення субмаринами суден, що йдуть під нейтральними прапорами. 18 вересня новий командувач Флотом відкритого моря Хеннінг фон Хольцендорф видав секретний наказ, виконуючи який, всі німецькі субмарини покинули акваторії Кельтського, Ірландського морів і протоки Ла-Манш і передислокувалися в Північне море. До 1917 року німецькі підводні човни брали участь в бойових діях тільки у Північному морі.
У 1917 уряд Німеччини відновив необмежену підводну війну навколо Британських островів, де були потоплені 7 американських суден. У відповідь на порушення домовленостей 6 квітня 1917 року президент США Вудро Вільсон звернувся до Конгресу з пропозицією оголосити Німецькій імперії війну. Формальним приводом послужила перехоплена Великою Британією телеграма Ціммермана, в якій міністр закордонних справ Німеччини Артур Ціммерман повідомляв послу в Мексиці про те, що Німеччина має намір почати нещадну підводну війну. У той же день Конгрес оголосив Німеччині війну і Сполучені штати стали безпосереднім учасником Першої світової війни.

## В масовій культурі
Про загибель лайнера оповідає безліч документальних літературних творів. Свої науково-дослідницькі праці потопленню «Лузітанії» присвятили Девід Батлер, Роберт Баллард, Колін Сімпсон, Томас Бейлі, Даяна Престон, Мері Хоулінг і багато інших. У 1915 році англійський композитор Френк Брідж, переконаний пацифіст, написав сонату «Плач». Твір було присвячено загиблій на борту нещасливого пароплава 9-річній Катерині. У тому ж році Артур Ламб, британський поет-пісняр, написав пісню «Як опускалася „Лузітанія“», що отримала велику популярність. У журналі «The Music Trade Review» про неї писали: «Одна з найцікавіших пісень, що з'явилися в ознаменування катастрофи „Лузітанії“». Американський композитор Чарльз Айвз у 1918 році написав сюїту для симфонічного оркестру № 2 «Від Ганновер-Сквер в кінці трагічного дня, глас народу повстав знову». У творі Айвз відбив свої переживання в період очікування новин про загибель «Лузітанії».

## Нотатки
1. ↑  Включаючи домініони й колонії
2. ↑  Один чоловік мав також громадянство Нідерландів
3. ↑  Три особи мали також громадянство Нідерландів
4. ↑  Шість осіб мали також громадянство США
5. ↑  У тому числі три безбілетних пассажири, особи яких не встановлені
6. ↑  Один чоловік, ймовірно через помилку, у списках значився як громадянин Росії